# Grovfjällig korallormstjärna
Grovfjällig korallormstjärna (Ophiactis abyssicola) är en ormstjärneart som först beskrevs av Michael Sars 1861.  Grovfjällig korallormstjärna ingår i släktet Ophiactis och familjen bandormstjärnor. Arten har ej påträffats i Sverige. Inga underarter finns listade i Catalogue of Life.